# Taules separades
Taules separades (títol original en anglès: Separate Tables) és una pel·lícula estatunidenca dirigida per Delbert Mann, estrenada el 1958. Ha estat doblada al català.

## Argument[2]
En una ciutat balneària a Bournemouth a la costa sud d'Anglaterra, alguns dispesers han escollit residència a l'hotel Beauregard. L'establiment és mantingut per Miss Cooper i entre els seus pensionats hi ha la Sra. Railton-Bell i la seva filla Sybil, noia tímida dominada per la seva mare, El major Angus Pollock antic militar que passa el seu temps contant les seves proeses guerreres i John Malcolm escriptor turmentat, promès amb Miss Cooper. Sota aquesta aparent tranquil·litat desembarca una dona molt elegant, Ann Shanland, que resulta ser l'ex-dona de John.

## Repartiment
- Rita Hayworth: Ann Shankland
- Burt Lancaster: John Malcom
- Deborah Kerr: Sibyl Railton-Bell
- David Niven: el "major" Angus Pollock
- Wendy Hiller: Pat Cooper
- Gladys Cooper: Mrs. Railton-Bell
- Cathleen Nesbitt: Lady Matheson
- Rod Taylor: Charles
- Audrey Dalton: Jean
- Felix Aylmer: Mr Fowler
- May Hallat: Miss Meacham
- Priscilla Morgan: Doreen
- Hilda Plowright: Mabel

## Al voltant de la pel·lícula
- La pel·lícula és treta d'una obra d'èxit de Terence Rattigan, interpretada a Londres i a Broadway. Composta de dues curtes peces en un acte, cadascuna estava orientada cap a dues parelles: el "major" Pollock i Sybil Railton-Bell, John Malcolm i Ann Shankland. Rattigan va cedir els drets de l'obra amb la condició d'escriure'n l'adaptació cinematogràfica. Amb l'ajuda de John Gay i de John Michael Hayes, va reunir les dues històries en una sola afegint alguns personatges
- Burt Lancaster, que havia fundat la seva pròpia productora amb Harold Hecht i [James Hill, va produir la pel·lícula i va contractar, per conservar el toc britànic de la peça Laurence Olivier com realitzador i actor per al paper del major Pollock, la seva esposa Vivien Leigh per interpretar Ann Shankland.[3] Però per «humors redhibitoris »,[4] esclaten conflictes entre Lancaster i Olivier que es retira[3] amb la seva dona[5] en benefici de Delbert Mann que s'havia endut 4 Oscars per a la pel·lícula Marty, també una producció Hecht-Hill-Lancaster. James Hill va proposar Rita Hayworth, llavors la seva dona, per al paper d'Ann Shankland.
Malgrat el conflicte, Laurence Olivier i Burt Lancaster, reconciliats,[3] es trobaran un any més tard a Al fil de l'espasa una altra producció de l'Hecht-Hill-Lancaster.[6]
- Delbert Mann a propòsit de Rita Hayworth:

| « | Era un bon paper per a ella per l'edat del personatge, pel fet que era una dona fascinant, molt elegant i refinada, però terriblement sola i espantada. Són també les característiques del personatge, i els podia comprendre, apropiar-se'n. Tenia la impressió, amb Rita, d'algú que buscava alguna cosa que no trobava en la seva vida personal, que diversos matrimonis desgraciats no li havien aportat. El personatge de Taules separades té por d'estar sol i necessita algú a qui agafar-se, i és perquè Rita provava aquests mateixos sentiments que ha sabut interpretar amb tanta veracitat. | » |

- Taules separades va ser un èxit de la crítica i comercial, va aportar diversos milions de dòlars a la Columbia[8] i una pluja de nominacions als Oscars.
- Dos remakes amb el mateix títol van ser rodadas per a la televisió, un argentí el 1974 i l'altre americà el 1983 amb el realitzador John Schlesinger. Per al telefilm americà, els dos intèrprets principals interpreten, com en l'obra, dos papers alhora. Així Julie Christie interpreta la Sra. Shankland i Miss Railton-Bell, Alan Bates: John Malcolm i el Major Pollock i Claire Bloom: Miss Cooper.

## Premis i nominacions
Taules separades va rebre diversos premis i va estar nominada a alguns d'altres, entre els quals hi ha:

### Premis
- 1959: Oscar al millor actor per David Niven
- 1959: Oscar a la millor actriu secundària per Wendy Hiller
- 1959: Globus d'Or al millor actor dramàtic per David Niven
- 1959: David di Donatello a la millor actriu estrangera per Deborah Kerr

### Nominacions
- 1959: Oscar a la millor pel·lícula per Harold Hecht
- 1959: Oscar a la millor actriu per Deborah Kerr
- 1959: Oscar al millor guió adaptat per Terence Rattigan i John Gay
- 1959: Oscar a la millor fotografia per Charles Lang
- 1959: Oscar a la millor música per David Raksin
- 1959: Globus d'Or a la millor pel·lícula dramàtica
- 1959: Globus d'Or a la millor actriu dramàtica per Deborah Kerr
- 1959: Globus d'Or a la millor actriu secundària per Wendy Hiller
- 1959: Globus d'Or al millor director per Delbert Mann